# La sconfitta
La sconfitta è un cortometraggio diretto dal giovanissimo Nanni Moretti e girato in super 8 nel 1973 al costo di 45.000 lire. Il corto, poi riutilizzato in uno dei flashback di Palombella rossa, fu realizzato per l'organizzazione politica Nuova Sinistra.

## Il commento di Nanni Moretti
La storia si articola su due piani. Da una parte la calata dei metalmeccanici a Roma (centomila, trecentomila, mezzo milione...) del 9 febbraio 1973. L'arrivo alla stazione, la presa della città, il corteo degli studenti, il comizio finale a Piazza S.Giovanni. La colonna sonora accompagna e commenta la manifestazione, seguendo lo sviluppo parallelo della crisi del protagonista. Dall'altra parte tracciata più come appunti che come storia, la vicenda di un militante di un gruppo di sinistra. Attraverso una serie di esperienze e di dubbi e di delusioni, amici e compagni un po' troppo sicuri, smette di fare politica. I momenti di questa crisi, alternati a una classe operaia combattiva che il protagonista non incontra mai ma affianca, forse, solo ritualmente. Il film non si chiude, ma rimane come proposta e stimolo per affrontare criticamente alcuni problemi presenti oggi a sinistra, come il rapporto pubblico privato e “nuovo modo di far politica”. NANNI MORETTI. (Tratto da "Dimensione Super8")